# Claude Lemesle
Claude Lemesle (* 12. Oktober 1945 in Paris) ist ein französischer Liedtexter. Seine größten Erfolge feierte er in Zusammenarbeit mit Joe Dassin („L'été indien“, „Ça va pas changer le monde“) und Gilbert Bécaud („Désirée“). Des Weiteren schrieb Lemesle Texte für Dalida, Serge Reggiani, Michel Sardou, Mireille Mathieu, Gérard Lenorman, Michel Fugain, Nana Mouskouri, Michèle Torr und Frank Michael.
Claude Lemesle ist Vorsitzender des Syndicat National des Auteurs et Compositeurs (SNAC) sowie der SACEM.